# 二十張車站
二十張車站是位於日治台灣臺北州文山郡（今新北市新店區）台北鐵道株式會社萬華-新店線（台灣鐵路管理局新店線前身）的已廢止車站。站址約位於今日的北新路三段、順安街口。本站已於戰後廢止。

## 歷史
- 1938年5月28日：設站[2]。
- 1945年：終戰後不久即廢止。

## 腳註

### 來源資料
1. ↑  何文賢.  (PDF). 新北市文化季刊 (新北市政府). 2018年12月, Vol.30: 頁52  [2019-02-17]. ISSN 1812-9099. （原始内容 (PDF)存档于2019-02-20）. （页面存档备份，存于）
2. ↑  . . 臺灣總督府 第3294號 (國史館臺灣文獻館). 1938-06-01: 頁1. 臺北鐵道株式會社萬華新店間鐵道ニ二十張停車場ヲ新設シ昭和十三年五月二十八日ヨリ運輸營業ヲ開始ス 其ノ營業粁程左ノ通